# Jaroslava Krejsová
Jaroslava Krejsová (* 11. ledna 1937 Nový Dvůr) je česká spisovatelka a regionální badatelka zabývající se volarskými pochody smrti.

## Život
Narodila se v rodině žijící ve vsi Nový Dvůr nedaleko Vimperka, nicméně v roce 1946 se odstěhovali do Volar, kde vychodila základní školu. Poté absolvovala Obchodní školu ve Vimperku a byla zaměstnána jako technicko-hospodářská pracovnice ve vimperských Dřevařských závodech. Má dvě děti a čtyři vnoučata.

## Dílo
V roce 2008 vydala knihu Přes Volary přešla smrt, jež mapuje několik pochodů smrti, které Volary prošly. O hroby na jednom z místních hřbitovů se spolu s junáky starala již v době, kdy netušila, že se jedná o 95 obětí pochodu smrti z Helmbrechtsu. O osudy těchto žen se začala badatelsky zajímat v roce 1955, kdy její zájem vzbudilo setkání s přímou účastnicí pochodu paní Halinou Tenglerovou. O něm se dozvídala i z vyprávění dalších účastnic pochodu, kterým se jej podařilo přežít a jež zůstaly žít v jižních Čechách, a srovnávala je s archivními dokumenty.
Jaroslava Krejsová také napsala komentář k dokumentu Volary – z historie po současnost.
Spolu se svým vnukem Zdeňkem Krejsou založila Jaroslava Krejsová občanské sdružení KreBul o.p.s., které se od počátku věnovalo především holokaustu; organizuje například přednášky ve školách, setkání s pamětníky a poznávací cesty do koncentračních táborů. Sdružení postupně rozšířilo své aktivity také na občanskou poradnu, vzdělávání dospělých, volnočasové aktivity pro děti a mládež s dobrovolníky nebo mezinárodní výměny mládeže.

### Ocenění
V říjnu 2018 získala Jaroslava Krejsová spolu se Zdeňkem Krejsou ocenění Ministerstva obrany ČR za péči o válečné hroby. 